# Tragacantha darumbium
Tragacantha darumbium là một loài thực vật có hoa trong họ Đậu. Loài này được (Bertero ex Colla) Kuntze miêu tả khoa học đầu tiên năm 1891.